# Індепендьєнте дель Вальє
«Індепендьєнте дель Вальє» (ісп. Club de Alto Rendimiento Especializado Independiente del Valle) — еквадорський футбольний клуб із міста Санголькі.
Раніше був відомий як «Індепендьєнте Хосе Теран».

## Історія
Клуб був заснований любителем футболу із Санголькі, Хосе Тераном, 1 березня 1958 року. Через два роки після смерті свого засновника, в 1977 році, клуб був перейменований в «Індепендьєнте Хосе Теран». Спочатку клубними кольорами були червоний і білий, і взяті вони були у знаменитого аргентинського «Індепендьєнте».
У 1995 році команда вперше пробилась у Другий дивізіон еквадорського футболу, після чого назва клубу змінилася на сучасну, а клубними кольорами стали синій і чорний. У перекладі з іспанського повна назва клубу перекладається як «Клуб особливих високих досягнень"Незалежні з долини"». В цілому у «Другій категорії», третьому за значущістю дивізіоні чемпіонату Еквадору, клуб провів 23 повних сезони.
У 2007 році команда з Санголькі домоглася підвищення в класі, перейшовши в Серію B — другий за значущістю дивізіон Еквадору. Лише через два сезони «Індепендьєнте», вигравши першість в Серії B, вийшов в Серію А — вищий дивізіон, де виступає і понині.
Найвищим досягненням окрім перемоги в Серії B є 2-е місце в Серії А в сезоні 2013. Завдяки цьому команда в 2014 році дебютувала в Кубку Лібертадорес .

### Кубок Лібертадорес 2016
Однак найбільш успішним для команди став 2016 рік, коли «Індепендьєнте дель Валле» зумів дійти до фіналу головного клубного турніру Південної Америки. Команда почала турнір з попереднього етапу, оскільки була бронзовим призером чемпіонату Еквадору. Завдяки голу, забитому на чужому полі, «Індепендьєнте» подолав парагвайський «Гуарані». На груповій стадії еквадорці зуміли випередити досвідчений чилійський «Коло-Коло», а також перуанський «Мельгар», пропустивши вперед лише бразильський «Атлетіко Мінейро». В 1/8 фіналу «Індепендьєнте дель Валле» вибив з турніру чинного переможця — аргентинський «Рівер Плейт» (перемога 2:0 вдома, поразка 0:1 в гостях). На стадії 1/4 фіналу команда уругвайського тренера Пабло Репетто подолала опір мексиканського «Пумас» завдяки перемозі в післяматчевій серії пенальті 5:3. У півфіналі еквадорський клуб зустрівся з шестикратним володарем Кубка Лібертадорес — аргентинською «Бокою». «Індепеньенте дель Валле» здобув перемогу в обох зустрічах (2:1 вдома і 3:2 в гостях) і став третьою еквадорською командою, якій вдалося вийти у фінал Кубка Лібертадорес. У вирішальних матчах команда поступилася колумбійському «Атлетіко Насьональ» (1:1 вдома, 0:1 в гостях).

### Південноамериканський кубок 2019
Перший трофей в своїй історії клуб завоював на міжнародній арені, вигравши в 2019 році Південноамериканський кубок (аналог європейської Ліги Європи). У фіналі, який вперше в історії складався з однієї гри на нейтральному полі, «Індепендьєнте дель Валле» обіграв аргентинський «Колон» з рахунком 3:1. Гра в першому таймі за рахунку 1:0 на користь еквадорців перервалася більш ніж на 40 хвилин через рясну зливу і грозу, однак матч все ж дограли. Підсумковий рахунок був встановлений двома бомбардирами —  вийшовший на заміну Алехандро Кабеса віддав пас Крістіану Дахоме, і той забив свій четвертий гол, зрівнявшись за цим показником з самим Кабесою. Обидва відстали лише на один гол від кращого бомбардира турніру. Однак приз кращого гравця був відданий воротареві Хорхе Піносу, який відбив пенальті на початку другого тайму за рахунку 2:0.

## Стадіон
Домашні матчі проводить на стадіоні «Руміньяві», що вміщає 7 233 глядача. Для міжнародних матчів команда використовує більш вмісткі арени.

## Досягнення
- Віце-чемпіон Еквадору (1): 2013
- Третій призер чемпіонату Еквадору (4): 2014, 2015, 2017, 2020
- Чемпіон Еквадору у Другому дивізіоні (1): 2009
- Володар Південноамериканського кубка (2): 2019, 2022
- Фіналіст Кубка Лібертадорес (1): 2016
- Володар Кубка Еквадору (1): 2022
- Володар Рекопи Південної Америки (1): 2023
- Володар Суперкубка Еквадору (1): 2023

## Відомі гравці
- Артуро Міна